# Liste des sénateurs belges (législature 2007-2010)
Pour les articles homonymes, voir Liste des sénateurs belges.
Liste des sénateurs pour la législature 2007-2011, avortée en 2010, en Belgique, par ordre alphabétique.
Les 74 sénateurs se répartissent comme suit:
- 3 sénateurs de droit (princes royaux)
- 40 sénateurs élus directs (en 2007)
- 21 sénateurs de communauté (en 2004, confirmés/remplacés en 2009):
  -  10 issus du parlement flamand
  -  10 issus du parlement de la Communauté française
  -  1 issue du parlement de la Communauté germanophone
- 10 sénateurs cooptés, dont:
  - 4 élus par les sénateurs francophones
  - 6 élus par les sénateurs néerlandophones

## Sénateurs de droit
- Philippe de Belgique
- Astrid de Belgique
- Laurent de Belgique

## Bureau

### Président
- Armand De Decker (MR)

### Vice-présidents
1. Hugo Vandenberghe (CD&V)
2. Marc Verwilghen (21.12.2007) remplace Guy Verhofstadt (OpenVLD)
3. Yves Buysse (VB)

### Questeurs
- Myriam Vanlerberghe (2.07.2009) remplace André Van Nieuwkerke (29.01.2009) remplace Geert Lambert (Sp.a)
- Tony Van Parys (22.03.2008) remplace Etienne Schouppe (CD&V)
- Olga Zrihen (29.01.2009) remplace Anne-Marie Lizin (PS)

### Présidents de groupe
- José Daras (10.2007) remplace Isabelle Durant (ECOLO-Groen!)
- Johan Vande Lanotte (30.09.2009) remplace Myriam Vanlerberghe (Sp.a)
- Bart Tommelein (16.07.2009) remplace Paul Wille (OpenVLD)
- Jurgen Ceder (01.10.2009) remplace Joris Van Hauthem (VB)
- Dominique Tilmans (16.10.2009) remplace Christine Defraigne (MR)
- Sabine de Bethune (CD&V)
- Francis Delpérée (cdH)
- Philippe Mahoux (PS)

## Répartition des sièges (71)
| Néerlandophones    | Néerlandophones | Néerlandophones | Néerlandophones | Francophones       | Francophones | Francophones    | Francophones | Germanophones | Germanophones | Germanophones  | Germanophones |
| Parti              | Directs (25)    | Communauté (10) | Cooptés (6)     | Parti              | Directs (15) | Communauté (10) | Cooptés (4)  | Parti         |               | Communauté (1) |               |
| CD&V (12)          | 8               | 2               | 2               | MR (10)            | 6            | 3               | 1            | PFF (1)       |               | 0              |               |
| open vld (9)       | 5               | 2               | 2               | PS (8)             | 4            | 3               | 1            | SP (1)        |               | 1              |               |
| VB (8)             | 5               | 2               | 1               | cdH (5)            | 2            | 2               | 1            |               |               |                |               |
| sp.a (6)           | 3               | 2               | 1               | Ecolo (5)          | 2            | 2               | 1            |               |               |                |               |
| Groen! (3)         | 2               | 1               |                 | Front national (1) | 1            |                 |              |               |               |                |               |
| N-VA (2)           | 1               | 1               |                 |                    |              |                 |              |               |               |                |               |
| Lijst Dedecker (1) | 1               |                 |                 |                    |              |                 |              |               |               |                |               |
| ------------------ | --------------- | --------------- | --------------- | ------------------ | ------------ | --------------- | ------------ | ------------- | ------------- | -------------- | ------------- |

## Sénateurs élus directs (40)

### Collège néerlandophone (25)
| Nom du sénateur                                                  | Titulaire remplacé    | Partis ou tendances      |
| ---------------------------------------------------------------- | --------------------- | ------------------------ |
| Wouter Beke                                                      |                       | CD&V                     |
| Yves Buysse                                                      | Frank Vanhecke        | VB                       |
| Jurgen Ceder                                                     |                       | VB                       |
| Hugo Coveliers                                                   |                       | VB-VLOTT                 |
| Sabine de Bethune                                                | Frieda Brepoels(N-VA) | CD&V                     |
| Roland Duchatelet                                                | Guy Verhofstadt       | OpenVLD                  |
| Louis Ide                                                        |                       | N-VA                     |
| Nele Jansegers                                                   | Filip Dewinter        | VB                       |
| Geert Lambert                                                    |                       | Groen                    |
| Nahima Lanjri                                                    |                       | CD&V                     |
| Nele Lijnen                                                      |                       | OpenVLD                  |
| Freya Piryns                                                     | Vera Dua              | Groen!                   |
| Ann Somers 02.07.2009                                            | Jean-Jacques De Gucht | OpenVLD                  |
| Marleen Temmerman                                                |                       | sp.a/VlaamsProgressieven |
| Elke Tindemans                                                   |                       | CD&V                     |
| Johan Vande Lanotte                                              |                       | sp.a/VlaamsProgressieven |
| Hugo Vandenberghe                                                |                       | CD&V                     |
| Pol Van Den Driessche 30.12.2008 Els Van Hoof(22.03-30.12.2008)  | Etienne Schouppe      | CD&V                     |
| Anke Van dermeersch                                              |                       | VB                       |
| Lieve Van Ermen                                                  |                       | Lijst Dedecker           |
| Els Van Hoof 17.07.2009 Pol Van Den Driessche (10.06-21.12.2007) | Yves Leterme          | CD&V                     |
| Myriam Vanlerberghe                                              | Bert Anciaux          | sp.a/VlaamsProgressieven |
| Tony Van Parys                                                   |                       | CD&V                     |
| Yoeri Vastersavendts07.01.2010                                   | Patrik Vankrunkelsven | OpenVLD                  |
| Marc Verwilghen                                                  |                       | OpenVLD                  |

### Collège francophone (15)
| Nom du sénateur                                 | Titulaire remplacé | Partis ou tendances |
| ----------------------------------------------- | ------------------ | ------------------- |
| Alain Courtois                                  |                    | MR                  |
| Marie-Hélène Crombé-Berton                      | Alain Destexhe     | MR                  |
| José Daras                                      |                    | Écolo               |
| Armand De Decker                                |                    | MR                  |
| Michel Delacroix (politicien)                   |                    | FN                  |
| Francis Delpérée                                |                    | cdH                 |
| Richard Fournaux                                |                    | MR                  |
| Benoit Hellings16.07.2009                       | Isabelle Durant    | Écolo               |
| Anne-Marie Lizin                                |                    | PS                  |
| Philippe Mahoux                                 |                    | PS                  |
| Vanessa Matz 16.07.2009                         | Anne Delvaux       | cdH                 |
| Philippe Monfils                                | Louis Michel,      | MR                  |
| Philippe Moureaux                               |                    | PS                  |
| Franco Seminara 25.06.2009 remplace Olga Zrihen | Philippe Busquin   | PS                  |
| Dominique Tilmans                               |                    | MR                  |

## Sénateurs de Communauté (21)

### Communauté flamande (10)
| Nom du sénateur                  | Titulaire remplacé   | Partis ou tendances      |
| -------------------------------- | -------------------- | ------------------------ |
| John Crombez 15.07.2009          | Bart Martens         | sp.a                     |
| Jean-Jacques De Gucht 15.07.2009 | Margriet Hermans     | OpenVLD                  |
| Jan Durnez 15.07.2009            | Miet Smet            | CD&V                     |
| Cindy Franssen                   | Luc Van den Brande   | CD&V                     |
| Fatma Pehlivan 15.07.2009        | André Van Nieuwkerke | sp.a/VlaamsProgressieven |
| Helga Stevens                    |                      | N-VA                     |
| Bart Tommelein 15.07.2009        | Paul Wille           | OpenVLD                  |
| Luckas Vander Taelen 15.07.2009  | Vera Dua             | Groen!                   |
| Joris Van Hauthem                |                      | VB                       |
| Karim Van Overmeire              |                      | VB                       |

### Communauté française (10)
| Nom du sénateur                                                           | Titulaire remplacé          | Partis ou tendances |
| ------------------------------------------------------------------------- | --------------------------- | ------------------- |
| Marcel Cheron                                                             |                             | Écolo               |
| Christophe Collignon                                                      |                             | PS                  |
| Christine Defraigne                                                       |                             | MR                  |
| Caroline Désir 30.06.2009                                                 | Sfia Bouarfa                | PS                  |
| Alain Destexhe                                                            |                             | MR                  |
| André du Bus de Warnaffe 27.01.2010 Céline Fremault 30.06.2009-26.01.2010 | Jean-Paul Procureur         | cdH                 |
| Dimitri Fourny24.09.2009                                                  | Marc Elsen                  | cdH                 |
| Zakia Khattabi 14.10.2009 Marie Nagy 30.06-13.10.2009                     | Josy Dubié                  | Écolo               |
| Caroline Persoons 30.06.2009                                              | François Roelants du Vivier | MR                  |
| Olga Zrihen 30.06.2009                                                    | Joëlle Kapompolé            | PS                  |

### Communauté germanophone (1)
| Nom du sénateur                | Titulaire remplacé |
| ------------------------------ | ------------------ |
| Louis Siquet (04.02.2010) (SP) | Berni Collas (PFF) |

## Sénateurs cooptés (10)

### groupe néerlandophone (6)
| Nom du sénateur       | Titulaire remplacé | Partis ou tendances |
| --------------------- | ------------------ | ------------------- |
| Dirk Claes            |                    | CD&V                |
| Els Schelfhout        |                    | CD&V                |
| Guy Swennen           |                    | sp.a                |
| Martine Taelman       |                    | OpenVLD             |
| Freddy Van Gaever     |                    | VB                  |
| Paul Wille 14.07.2009 | Filip Anthuenis    | OpenVLD             |

### groupe francophone (4)
| Nom du sénateur                                      | Titulaire remplacé | Partis ou tendances |
| ---------------------------------------------------- | ------------------ | ------------------- |
| Philippe Fontaine 01.07.2009                         | Jacques Brotchi    | MR                  |
| Jean-Paul Procureur 15.10.2009 remplace Vanessa Matz | Georges Dallemagne | cdH                 |
| Cécile Thibaut 13.10.2009                            | Carine Russo       | Écolo               |
| Christiane Vienne                                    |                    | PS                  |

## Commissions permanentes
| Commission                                  | Président                                                 |
| ------------------------------------------- | --------------------------------------------------------- |
| Justice                                     | Martine Taelman remplace Patrik Vankrunkelsven (Open Vld) |
| Relations extérieures et Défense            | Marleen Temmerman (sp.a)                                  |
| Affaires institutionnelles                  | Armand De Decker (MR)                                     |
| Finances et Affaires économiques            | Wouter Beke (CD&V)                                        |
| Comité permanent R (sécurité/renseignement) | Armand De Decker (MR)                                     |
| Intérieur et Affaires administratives       | Philippe Moureaux (PS)                                    |
| Affaires sociales                           | Nahima Lanjri (CD&V)                                      |

## Commissions spéciales
| Commission                                             | Président        |
| ------------------------------------------------------ | ---------------- |
| Commission spéciale du suivi des missions à l'étranger | Francis Delpérée |

## Commissions mixtes
| Commission                                                                                  | Président                       |
| ------------------------------------------------------------------------------------------- | ------------------------------- |
| Commission de contrôle des dépenses électorales et de la comptabilité des partis politiques | Patrick Dewael/Armand De Decker |
| Commission parlementaire de concertation                                                    | Patrick Dewael/Armand De Decker |
| Comité d'avis fédéral chargé des questions européennes                                      | Vanessa Matz/Herman De Croo     |
| Comité parlementaire chargé du suivi législatif                                             | n.n.                            |
| Commission spéciale de suivi chargée d'examiner la crise financière et bancaire             | Joseph George                   |

## Groupes de travail et de travail mixte
| Groupe de travail                                                                     | Président           |
| ------------------------------------------------------------------------------------- | ------------------- |
| Groupe de travail "Traite des êtres humains"                                          | Dirk Claes          |
| Groupe de travail "Vieillissement de la population"                                   | Nele Lijnen         |
| Groupe de travail "Désarmement nucléaire"                                             | Philippe Mahoux     |
| Groupe de travail "Espace"                                                            | Christine Defraigne |
| Groupe de travail "Exploitation et trafic des richesses naturelles au Congo de l'Est" | Els Schelfhout      |
| Groupe de travail mixte "Partis politiques"                                           | Francis Delpérée    |